# The Organ Grinder
The Organ Grinder è un cortometraggio muto del 1912 diretto da George Melford. Il film era interpretato da Carlyle Blackwell e da Alice Joyce.

## Trama
Trama e commento su Stanford.edu

## Produzione
Il film - un cortometraggio in una bobina - fu prodotto dalla Kalem Company e venne girato a Glendale, in California.

## Distribuzione
Fu distribuito in sala dalla General Film Company l'8 luglio 1912. Una copia della pellicola si trova al Nederlands Filmmuseum di Amsterdam (268 metri, 35 mm).